# Auguste-Alexandre Ducrot
Auguste-Alexandre Ducrot (Nevers, 1817. február 24. - Versailles, 1882. augusztus 6.) francia tábornok.

## Életpályája
A Saint-Cyr-i tisztképző intézetből 1840-ben kilépve, hadnagy lett; Afrikában szolgált; 1859-ben tábornok lett és Canrobert alatt dandárt vezényelt az osztrákok ellen. Altábornaggyá előléptetve 1869-ben Strassburgban hadosztályparancsnok lett.
1870-ben mint hadosztályparancsnok harcolt Wissembourgban. A Sedan felé indított hadseregben az első hadtestet vezényelte. A sedani csata alatt Patrice de Mac-Mahon megsebesülése után a átvette a hadsereg vezetését vette át és elrendelte a visszavonulást, amikor legalább egy részét még meg lehetett volna menteni, de ekkor Wimpfen lépett fel a párizsi kormánytól kapott rendelettel, amely őt nevezte ki a hadsereg fővezérévé. A francia sereggel Ducrot is hadifogságba esett; becsületszavát adta, hogy Pont-à-Moussonba utazik és ott jelentkezik a porosz katonai parancsnokságnál. Ígéretét megtartotta, de jelentkezés után polgári ruhában megszökött és szerencsésen Párizsba ment, ahol a II. hadsereg fővezérévé nevezték ki. November 30-án nagyrészt nemzetőrökből képezett seregével megtámadta a Párizst körülvevő német hadsereget, de nem sikerült áttörnie. Január 19-én ismét kirohanást kísérelt meg, de az újoncokkal ismét kudarcot vallott.
A háború befejezése után nyíltan a monarchia hívének vallotta magát s mint hadtestparancsnok előkészületeket is tett a köztársaság megbuktatására, ezért a monarchista érzelmű kormány megbukása után rendelkezési állományba helyezték. Két hadtörténelmi forrásművet írt.

## Művei
- La journée de Sedan (Párizs, 1871)
- La défense de Paris (4 kötet, Párizs, 1876-78)